# Gazilala
Gazilala (en rus: Газилала) és un poble del Daguestan, a Rússia, que en el cens del 2010 tenia 15 habitants. Pertany al districte rural de Gunib.